# توشمانلو (كوثر)
توشمانلو هي قرية في مقاطعة كوثر، إيران. عدد سكان هذه القرية هو 153 في سنة 2006.